# Mordellistena takizawai
Mordellistena takizawai es una especie de coleóptero de la familia Mordellidae.

## Distribución geográfica
Habita en el Japón.